# Elberta (Alabama)
Pour les articles homonymes, voir Elberta.
Elberta est un village du comté de Baldwin, dans l'État américain de l'Alabama.
Il fait partie de l'aire micropolitaine de Daphne–Fairhope–Foley. Le code ZIP du village est 36530. Son indicatif téléphonique est le 251.

## Géographie
Elberta se trouve à 30°24'49.104" Nord et 87°35'57.667" Ouest.
D'après le bureau du recensement des États-Unis, la ville couvre une superficie de 1,9 km2 dont la totalité est terrestre.

### Climat
| Mois                                  | jan.     | fév.     | mars    | avril   | mai     | juin    | jui.    | août    | sep.    | oct.    | nov.    | déc.     |
| ------------------------------------- | -------- | -------- | ------- | ------- | ------- | ------- | ------- | ------- | ------- | ------- | ------- | -------- |
| Température minimale moyenne (°C)     | 4        | 5        | 8       | 12      | 16      | 20      | 22      | 22      | 19      | 13      | 8       | 5        |
| Température moyenne (°C)              | 10       | 12       | 15      | 18      | 23      | 26      | 27      | 27      | 25      | 19      | 15      | 11       |
| Température maximale moyenne (°C)     | 16       | 18       | 22      | 25      | 29      | 32      | 33      | 32      | 31      | 27      | 22      | 17       |
| Record de froid (°C) date du record   | −16 1985 | −12 1951 | −8 1943 | −3 1940 | 5 1971  | 9 1984  | 13 1967 | 14 1992 | 3 1967  | −1 1952 | −7 1940 | −13 1962 |
| Record de chaleur (°C) date du record | 28 1957  | 29 1944  | 32 1939 | 34 1987 | 37 1953 | 39 1954 | 39 2000 | 40 1947 | 39 1954 | 36 1937 | 32 1935 | 28 1951  |
| Précipitations (mm)                   | 156      | 129      | 176,3   | 114     | 126,2   | 138,2   | 212,6   | 170,4   | 163,3   | 93      | 140,7   | 105,4    |

## Population et société

### Démographie
D'après le recensement de 2000, il y avait 552 personnes, réparties en 228 ménages et 152 familles. La densité de population était de 284,2 hab./km2. Le tissu racial de la ville étaient de 95,11 % de Blancs, 0,18 % d'Afro-américains, 1,09 % d'Amérindiens, 3,08 % d'autres races, et 0,36 % de deux races ou plus. 3,80 % de la population était hispanique ou latino. 

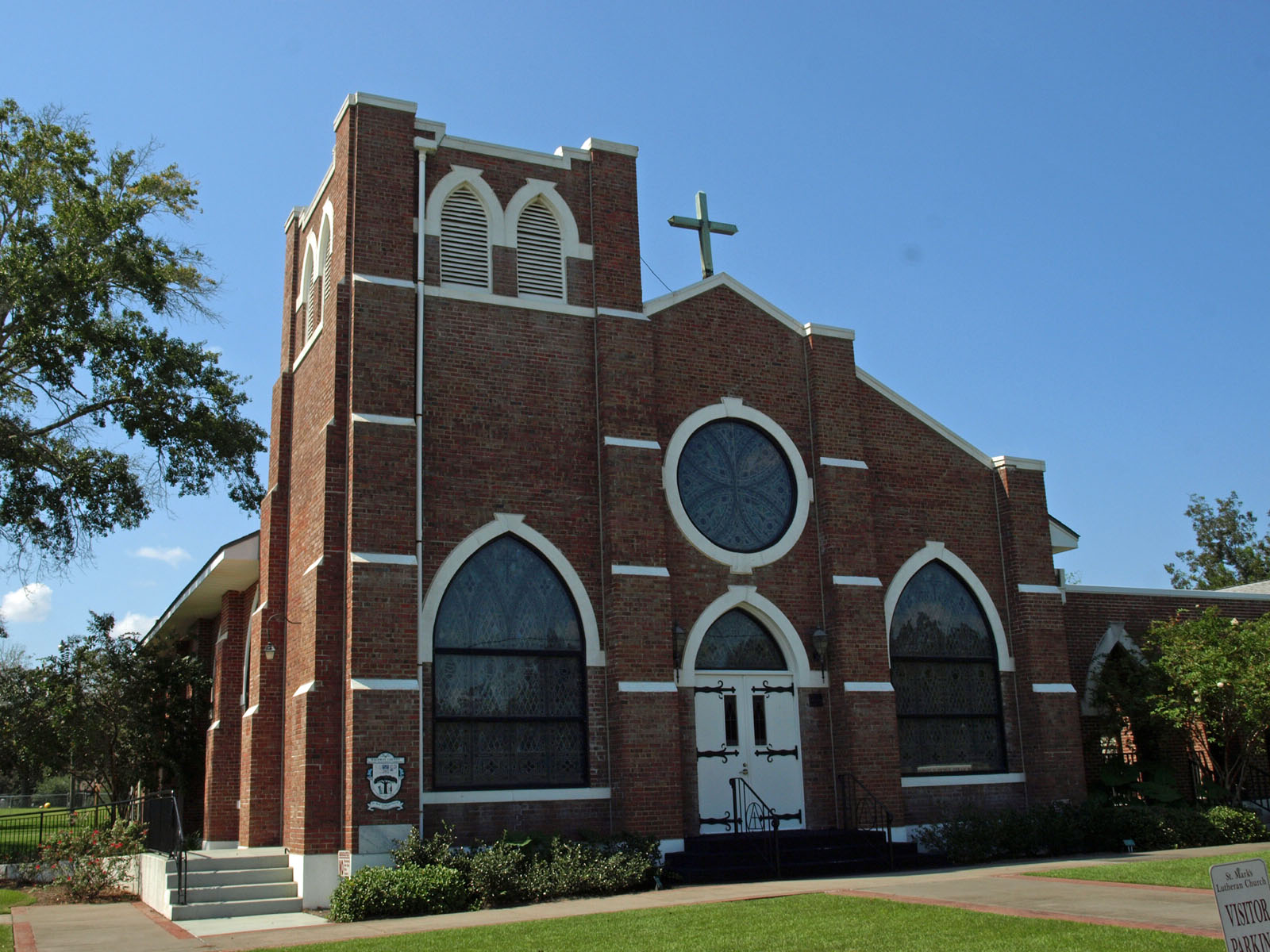
Église luthérienne St. Mark's

Sur les 228 ménages, 30,3 % avaient des enfants de moins de 18 ans, 45,6 % étaient des couples mariés, 17,1 % étaient constitués d'une femme seule, et 33,3 % n'étaient pas des familles. 29,4 % des ménages étaient composés d'un seul individu, et 14,9 % d'une personne de plus de 65 ans ou plus. Les tailles moyennes d'un ménage et d'une famille sont respectivement de 2,42 personnes et 2,98 personnes.
La répartition de la population par tranche d'âge est comme suit : 24,50 % en dessous de 18 ans, 7,20 % de 18 à 24 ans, 27,4 % de 25 à 44 ans, 21,9 % de 45 à 64 ans, et 19,0 % au-dessus de 65 ans ou plus. L'âge moyen est de 40 ans.
Le revenu moyen d'un ménage dans la ville est de 22 375 dollars, et le revenu moyen d'une famille est de 28 125 dollars.
| 1960 | 1970 | 1980 | 1990 | 2000 | 2010  | - | - |
| ---- | ---- | ---- | ---- | ---- | ----- | - | - |
| 384  | 395  | 491  | 458  | 552  | 1 498 | - | - |

### Éducation
Les écoles d'Elberta sont gérées par le système de la Baldwin County Public Schools.
Elberta a deux écoles : la Elberta Elementary School (K-3e grade) et la Elberta Middle School (4-8).